# Giacomo Puccini
Giacomo Antonio Domenico Michele Secondo Maria Puccini (n. 22 decembrie 1858, Lucca, Marele Ducat de Toscana – d. 29 noiembrie 1924, Brussel, Comunitatea Francofonă din Belgia⁠(d), Belgia) a fost un compozitor italian de muzică de operă, reprezentant al curentului artistic realist numit în Italia verismo (conform cu termenul din italiană vero = adevărat).

## Viața și opera
Puccini s-a născut într-o familie cu tradiții muzicale. Tatăl său, Michele, conducea orchestra orășenească din Lucca, era organist al Domului din localitate și compusese câteva opere de calitate modestă, un Miserere și câteva cantate pe teme religioase. A murit tânăr, când Giacomo avea doar 5 ani. Primele lecții de muzică le primește de la unchiul lui, Fortunato Maggi, care nu îl consideră prea dotat. Continuă studiile cu Carlo Angeloni, avându-l coleg pe viitorul compozitor Alfredo Catalani. Cu Angeloni, Puccini face progrese. În martie 1876 asistă în orașul Pisa la o reprezentație cu opera Aida de Giuseppe Verdi și din această clipă visează să devină compozitor de opere. În același an compune un Preludiu simfonic, doi ani mai târziu un Motet și un "Credo", cu a căror execuție obține un oarecare succes. În toamna lui 1880 pleacă la Milano, unde - cu sprijinul financiar din partea reginei Margherita a Italiei - se înscrie la Conservator, avându-l ca profesor pe Amilcare Ponchielli.
Pe 31 mai 1884 are loc la Teatro Dal Verme din Milano premiera primei sale opere, "Le Villi", cu care recoltează succes din partea publicului și a criticii. După o muncă asiduă de câțiva ani, i se reprezintă la Teatro alla Scala din Milano opera "Edgar", de data aceasta fără vreun succes deosebit. Șase ani mai târziu, pe 1 februarie 1895, obține un succes triumfal cu opera "Manon Lescaut", executată în premieră pe scena teatrului Regio din Torino.

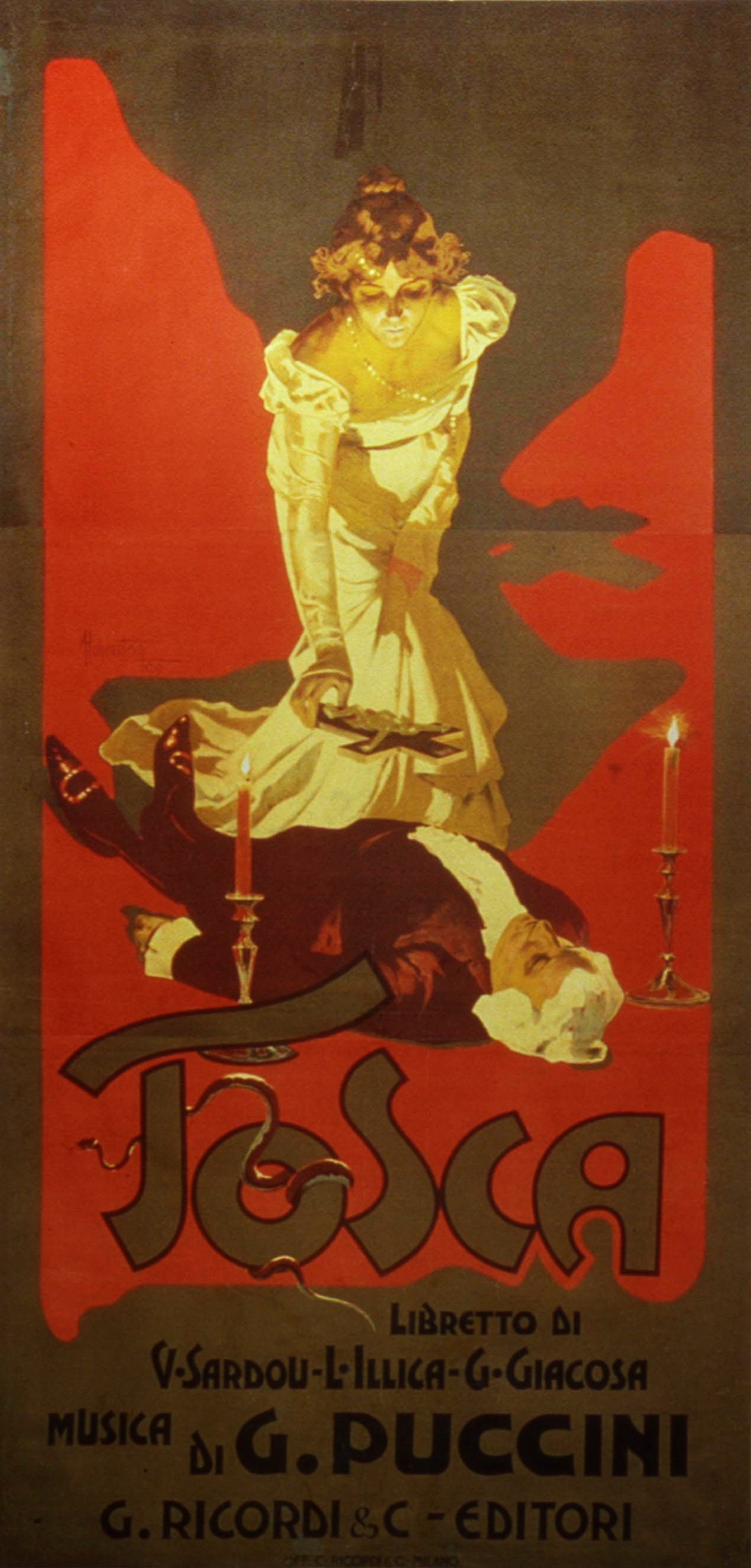
"Tosca" - Afișul pentru premiera din 14 ianuarie 1899 la Teatro Costanzi din Roma

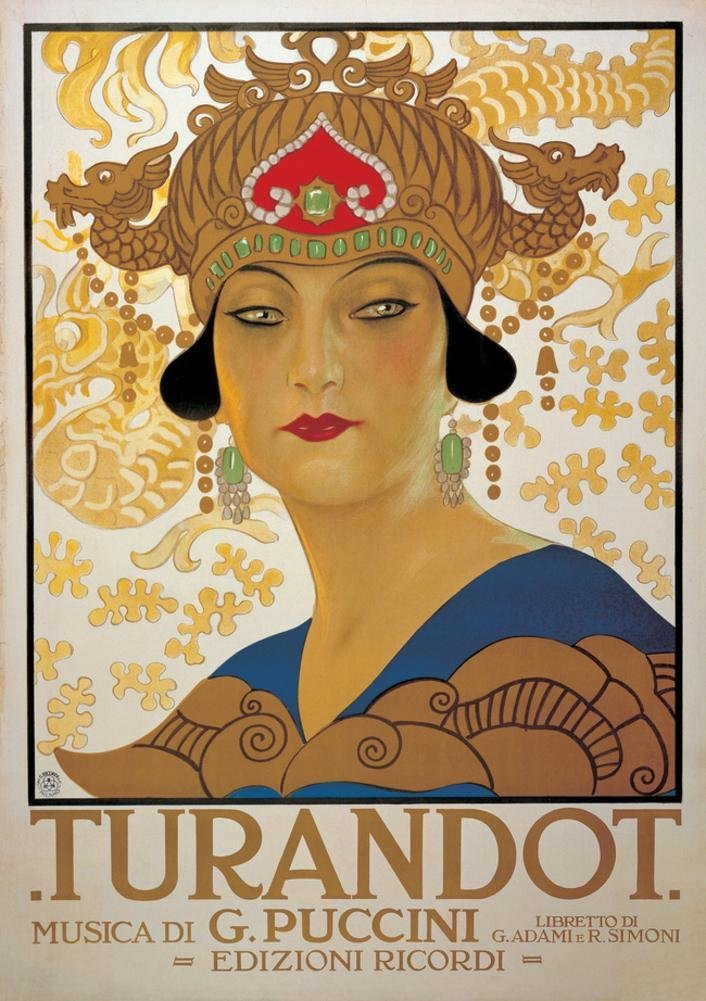
Turandot - Afișul pentru premiera postumă a operei la Teatro alla Scala din Milano, 25 aprilie 1926

Tot în acest teatru, pe 1 februarie 1896, are loc premiera operei Boema (La Bohème), sub bagheta dirijorului Arturo Toscanini. În concluzia cronicei sale, criticul muzical Carlo Bersezio scrie: „La Bohème nu va lăsa probabil urme deosebite în teatrul nostru". Opera se va impune totuși mai târziu după o reprezentație la teatrul din Palermo și apoi pe scenele principalelor teatre de operă din Italia. În ziua de 14 ianuarie 1900 se reprezintă în premieră la Teatro Costanzi din Roma opera Tosca, în rolul titular soprana română Hariclea Darclée. Deja la prima arie a tenorului, Recondita armonia, succesul este asigurat, pentru ca după aria sopranei, Vissi d'arte, publicul să aplaude în picioare.
În anul 1904, Puccini se căsătorește cu Elvira Bonturi, cu care va avea un fiu, Tonio. Pe 17 februarie, reprezentarea operei Madame Butterfly la Milano se soldează cu un adevărat dezastru. Abia după o refacere a libretului și a muzicii, opera capătă audiență la public, după o prezentare, câteva luni mai târziu, la Teatro Grande din Brescia ['bre[ʃ]:a ].
În 1910, debutează cu succes în New York la Metropolitan Opera cu "La Fanciulla del West" (Fata din Far-West): dirijor este Arturo Toscanini, solist Enrico Caruso. Tot la Metropolitan Opera, va avea loc premiera pe 14 decembrie 1918 a Tripticului de opere în câte un act, Mantaua (Il tabarro), Sora Angelica (Suor Angelica) și Gianni Schicchi [['ʤ]an:i s'kik:i ].
În anul 1921, Puccini se mută în orașul Viareggio, unde începe să lucreze la compunerea operei Turandot. Opera va rămâne însă neterminată. Puccini moare la 29 noiembrie 1924, într-o clinică din Bruxelles, la câteva zile după o operație la gât, în urma unui cancer al laringelui. Opera Turandot, în versiunea neterminată, va fi reprezentată pe 25 aprilie 1926 la Teatro alla Scala din Milano, sub conducerea muzicală a lui Arturo Toscanini. În reprezentațiile ulterioare, opera va fi prezentată cu completările făcute de Franco Alfano după schițele rămase de la Puccini.
Creația artistică a lui Giacomo Puccini se întinde pe o perioadă de 40 de ani, din 1884 până în 1924, timp în care a compus 12 opere. Acest număr restrâns dovedește o dată mai mult exigența artistică deosebită a compozitorului. Succesul enorm de care s-au bucurat operele lui Puccini încă din timpul vieții sale, dăinuie până în ziua de astăzi și este în continuă creștere.

## Puccini și cântăreții români
Puccini a avut o apreciere deosebită pentru cântăreții români. L-a ales pe tenorul Grigore Gabrielescu pentru premiera mondială a operei Edgar (rolul titular) iar mai târziu pe Hariclea Darclée pentru premiera mondială a operei Tosca (rolul titular). Aceasta din urmă i-a sugerat introducerea unei arii pentru soprană în actul al doilea, astfel născându-se celebra Vissi d'arte.

## Operele lui Puccini, cu data și locul premierei
- Le Villi, 31 mai 1884, Teatro dal Verme, Milano
- Edgar, 21 aprilie 1889, Teatro alla Scala, Milano
- Manon Lescaut, 1 februarie 1893, Teatro Regio, Torino
- Boema (La Bohème), 1 februarie 1896, Teatro Regio, Torino
- Tosca, 14 ianuarie 1900, Teatro Costanzi, Roma
- Madama Butterfly, 17 februarie 1904, Teatro alla Scala, Milano
- Fata din Far-West (La fanciulla del West), 10 decembrie 1910, Metropolitan Opera, New York
- Rândunica (La rondine), 27 martie 1917, Opera din Monte Carlo
- Tripticul (Il trittico) - Mantaua (Il tabarro), Sora Angelica (Suor Angelica), Gianni Schicchi, 14 decembrie 1918, Metropolitan Opera, New York
- Turandot, postum 25 aprilie 1926, Teatro alla Scala, Milano